# Едіп-цар (опера Стравинського)
«Едіп-цар» (лат. Oedipus rex) — опера-ораторія на дві дії (шість картин) Ігоря Стравинського на лібрето Жана Кокто.

## Історія
Прем'єра відбулася 30 травня 1927 в Театрі де ля Вілль в концертному виконанні, потім поставлена на сцені  Віденської державної опери 23 лютого 1928 року. Лібрето Жана Кокто переклав латиною абат Жан Даніелу. Твір може виконуватися або в концертному вигляді (як ораторія), або на театральній сцені (як опера), оповідач може говорити мовою тієї країни, де виконується твір. 
У 1999 році оперу вперше поставили в Києві просто неба на Майдані Незалежності у День Незалежності України, диригував Володимир Сіренко.2016 року опера вперше виконувалась у Луцьку в рамках фестивалю "Стравінський і Україна", диригував Ігор Блажков. 

## Дійові особи
- Едіп, цар Фів (тенор)
- Іокаста, його дружина і мати (мецо-сопрано)
- Креонт, брат Іокасти (бас-баритон)
- Тіресій, віщун бас)
- Пастух (тенор)
- Вісник (бас-баритон)
- Оповідач
- Хор

## Синопсис
Дія відбувається в місті Фіви (Стародавня Греція). 

### Дія I
Населення Фів страждає від чуми. Жителі благають царя Едіпа допомогти їм. Креонт оголошує, що Дельфійський оракул заявив, що вбивця попереднього царя перебуває в місті, і його треба знайти. Віщун Тіресій каже, що Едіп і є той самий убивця. Едіп вважає, що вони хочуть скинути його з трону.

### Дія II
Іокаста нагадує, що Лай, попередній цар, був убитий розбійниками на перехресті трьох доріг. Вражений Едіп згадує, що він убив незнайомця на тому ж місці. Вісник і Пастух повідомляють Едіпу про смерть царя Поліба і про те, що він був нерідним батьком Едіпа, а сам Едіп був знайдений у горах, коли був немовлям. Іокаста тікає, сповнена жаху, Пастух і Вісник звинувачують Едіпа в батьковбивстві та інцесті. Іокаста вішається, а Едіп виколює собі очі.